# Momoiro Sparkling
Singles de Cute
Kiss Me Aishiteru
(2011) Sekaiichi Happy na Onna no Ko
(2011)
 Momoiro Sparkling  (桃色スパークリング) est le 16e single "major" et 22e single au total du groupe de J-pop Cute, sorti le 25 mai 2011 au Japon sur le label zetima, écrit et produit par Tsunku. Il atteint la 6e place du classement de l'oricon. Sortent aussi deux éditions limitées ("A" et "B") du single avec chacune un DVD bonus différent. Il sort également une semaine après en version "single V" (vidéo DVD). La chanson-titre figurera d'abord sur la compilation de fin d'année du Hello! Project Petit Best 12, puis sur le septième album du groupe, Dai Nana Shō Utsukushikutte Gomen ne de 2012.

## Membres
- Maimi Yajima
- Saki Nakajima
- Airi Suzuki
- Chisato Okai
- Mai Hagiwara

## Titres
Single CD
1. Momoiro Sparkling (桃色スパークリング?)
2. FARAWAY
3. Momoiro Sparkling (桃色スパークリング?)  (instrumental)

DVD de l'édition limitée "A"
1. Momoiro Sparkling (桃色スパークリング?) (Dance Shot Ver.)

DVD de l'édition limitée "B"
1. Momoiro Sparkling (桃色スパークリング?) (Close-up Ver.)

Single V (DVD)
1. Momoiro Sparkling (桃色スパークリング?)
2. Momoiro Sparkling (桃色スパークリング?) (Close-up Another Ver.)
3. Making Eizō (メイキング映像?)

DVD de l'édition "Event V"
1. Momoiro Sparkling (Yajima Maimi Solo Ver.) (桃色スパークリング(矢島舞美 Solo Ver.))
2. Momoiro Sparkling (Nakajima Saki Solo Ver.) (桃色スパークリング(中島早貴 Solo Ver.))
3. Momoiro Sparkling (Suzuki Airi Solo Ver.) (桃色スパークリング(鈴木愛理 Solo Ver.))
4. Momoiro Sparkling (Okai Chisato Solo Ver.) (桃色スパークリング(岡井千聖 Solo Ver.))
5. Momoiro Sparkling (Hagiwara Mai Solo Ver.) (桃色スパークリング(萩原舞 Solo Ver.))